# William F. Parrett

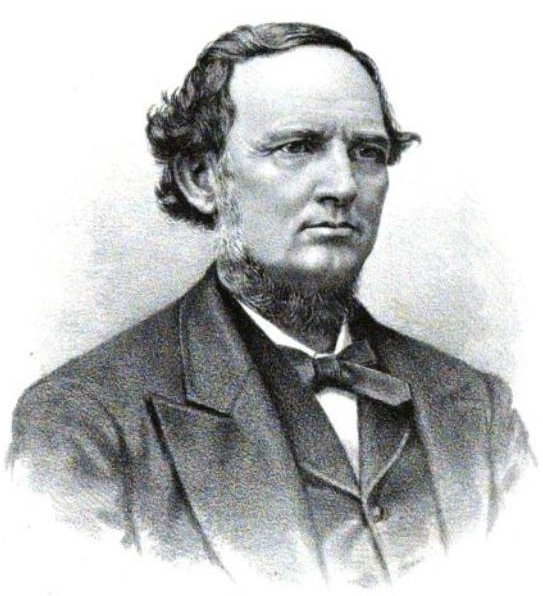
William F. Parrett (1889) – US-amerikanischer Politiker

William Fletcher Parrett (* 10. August 1825 bei Blairsville, Posey County, Indiana; † 30. Juni 1895 in Evansville, Indiana) war ein US-amerikanischer Politiker. Zwischen 1889 und 1893 vertrat er den Bundesstaat Indiana im US-Repräsentantenhaus.

## Werdegang
William Parrett besuchte die öffentlichen Schulen seiner Heimat und studierte danach an der späteren DePauw University in Greencastle. Nach einem anschließenden Jurastudium und seiner Zulassung als Rechtsanwalt begann er in Evansville in diesem Beruf zu arbeiten. Zwischen 1852 und 1854 lebte er in Oregon; danach kehrte er nach Evansville zurück. Im Jahr 1855 zog Parrett nach Boonville. Politisch wurde er Mitglied der Demokratischen Partei. 1858 wurde er in das Repräsentantenhaus von Indiana gewählt. Zwischen 1859 und 1888 war Parrett an verschiedenen Gerichten als Richter tätig.
Bei den Kongresswahlen des Jahres 1888 wurde er im ersten Wahlbezirk von Indiana in das US-Repräsentantenhaus in Washington, D.C. gewählt, wo er am 4. März 1889 die Nachfolge von Francis B. Posey antrat. Nach einer Wiederwahl konnte er bis zum 3. März 1893 zwei Legislaturperioden im Kongress absolvieren. Im Jahr 1892 verzichtete er auf eine weitere Kandidatur. Nach seinem Ausscheiden aus dem US-Repräsentantenhaus praktizierte William Parrett wieder als Anwalt. Er starb am 30. Juni 1895 in Evansville.